# Ararat
 Ovo je glavno značenje pojma Ararat. Za druga značenja pogledajte Ararat (razdvojba).
Planina Ararat, najviši vrh u suvremenoj Turskoj, snijegom pokrivena vulkanska kupa visoka 5.165 metara, nalazi se na sjeveroistoku Turske, 16 km zapadno od Irana i 32 km južno od Armenije. U biblijskoj Knjizi postanka ova planina se označava kao mjesto gdje se nasukala Noina arka poslije potopa.
Manji vrh, Mali Ararat (3.896 m), uzdiže se jugoistočno od glavnog vrha. Plato od lave proteže se između dva vrhunca. Tehnički, Ararat je stratovulkan, formiran od bujica lave i užarenih stijena. Ararat pripada kavkaskom masivu.
Posljednja aktivnost planine bio je veliki potres u srpnju 1840., s centrom oko klanca Ahora, sjeveroistočna provalija koja se obrušava 1.825 metara od vrha planine.

## Simbolizam
Iako se planina nalazi u Turskoj, Ararat je nacionalni simbol Armenije, gdje se ponekad naziva Masis (Մասիս), i nekada je bio armenski teritorij dok nije došao u turske ruke oko 1915. Planina Ararat predstavljena je u centru armenskog grba. Planina se jasno vidi sa skoro svih lokacija u Armeniji, uključujući glavni grad Erevan (zapravo, najbolje se vidi iz samostana Hor Birap), a armenski umjetnici ga često prikazuju na slikama, obsidijanskim gravurama i tablama za backgammon. Bez obzira na to, turske vlasti strogo kontroliraju strance koji se penju na Ararat i ne dozvoljavaju Armencima uspon.

## Uspon na Ararat
Uspon na Ararat se najčešće izvodi s južne strane iz Iğdıra. Makadamski put vodi do 2 200 m odakle se put nastavlja pješice. Kurdski nomadi koji žive na obroncima planine, obavljaju prijenos stvari, pa čak i ljudi na konjima i mazgama do visine od 4 200 m. Prvi bazni logor smješten je na 3 200 m i u njemu postoji tehnička voda, a od lokalnih stanovnika je moguće kupiti vodu za piće. Put do njega je blag i širok, dok se odatle nagib terena naglo povećava, a promjenu nagiba prati i nestanak vegetacije. Na visini od oko 3 800 m se nalazi zimski bazni logor. Najviša točka do koje konji i mazge iznose opremu je mali plato na oko 4 200 m na kojem se tijekom ljetnih meseci nalazi drugi bazni logor iz kojega se kreće na uspon.
Pored logora se nalazi urvina koja je ostala otapanjem ledenjaka u kojoj se s vremena na vrijeme ruše stijene uz strahovitu buku. U logoru postoji voda za piće tzv. snježnica (voda nastala topljenjem snijega). Iz ovog baznog logora se najčešće kreće na završni uspon, iako postoji još jedan bazni logor na većoj visini za slučaj nužde, a uspon po kamenjaru traje sve do 4 900 m na koliko se nalazi granica vječnog snijega.